# 1214 (szám)
Az 1214 (római számmal: MCCXIV) az 1213 és 1215 között található természetes szám.

## A szám a matematikában
A tízes számrendszerbeli 1214-es a kettes számrendszerben 10010111110, a nyolcas számrendszerben 2276, a tizenhatos számrendszerben 4BE alakban írható fel.
Az 1214 páros szám, összetett szám, félprím. Kanonikus alakja 21 · 6071, normálalakban az 1,214 · 103 szorzattal írható fel. Négy osztója van a természetes számok halmazán, ezek növekvő sorrendben: 1, 2, 607 és 1214.
Az 1214 egyetlen szám valódiosztó-összegeként áll elő, ez az 1213².

## Csillagászat
- 1214 Richilde kisbolygó